# Таипов, Мурдин Таипович
Мурдин Таипович Таипов (14 июня 1918, село Большой Дехан, Уйгурский район, Алма-Атинская область — 1 февраля 1998) — участник Великой Отечественной войны, Народный герой Казахстана (1995).

## Биография
Родился 14 июня 1918 года в селе Большой Дехан  Уйгурского района Алма-Атинской области.
После окончания средней школы в мае 1941 года был призван в ряды Красной армии. Службу проходил в составе 316-й гвардейской Панфиловской дивизии и принял первое боевое крещение при обороне Москвы.
Участвовал в освобождении Беларуси, республик Прибалтики, Восточной Пруссии, Польши, Чехословакии и Венгрии .
После окончания войны в 1945 году был направлен на Забайкальский фронт, где участвовал в Японской войне. Был демобилизован в 1946 году, в августе того же года вернулся в родное село, работал учителем в школе.
За годы войны получил четыре ранения.

## Награды
- Орден Отечественной войны 1 степени (1985)
- Орден Отечественной войны 2 степени
- Орден Красной Звезды
- Орден Славы 2 степени (1945)
- Орден Славы 3 степени
- Указом Президента Республики Казахстан присвоено звание «Халық қахарманы» (указ от 24 апреля 1995 года).
- Орден «Отан»